# Ardonea metallica
Ardonea metallica là một loài bướm đêm thuộc phân họ Arctiinae, họ Erebidae.